# 丘琬琳
丘琬琳（Jade Chiu），台裔美籍 珠寶設計師。
丘琬琳畢業於美國加州聖荷西州立大學平面設計系。原本在美國矽谷工作，后前往紐約就讀帕森設計學院時尚學證書。在紐約就學時，半工半讀於Anna Sui、LAMB、DVF之後在BabyPhat擔任配件設計師。2009年開始自創同名品牌Jade Chiu。
丘琬琳在2014年被評選為世界百大珠寶設計師，並在2015年登上VOGUE Italian新銳品牌排行榜上。她擅长運用金屬、皮革、水晶，結合十二生肖及東方傳統五行概念。一些知名人士，例如關穎、張惠妹、Lady GaGa对她的作品表示欣赏。